# Arrondissement Grande-Rivière-du-Nord

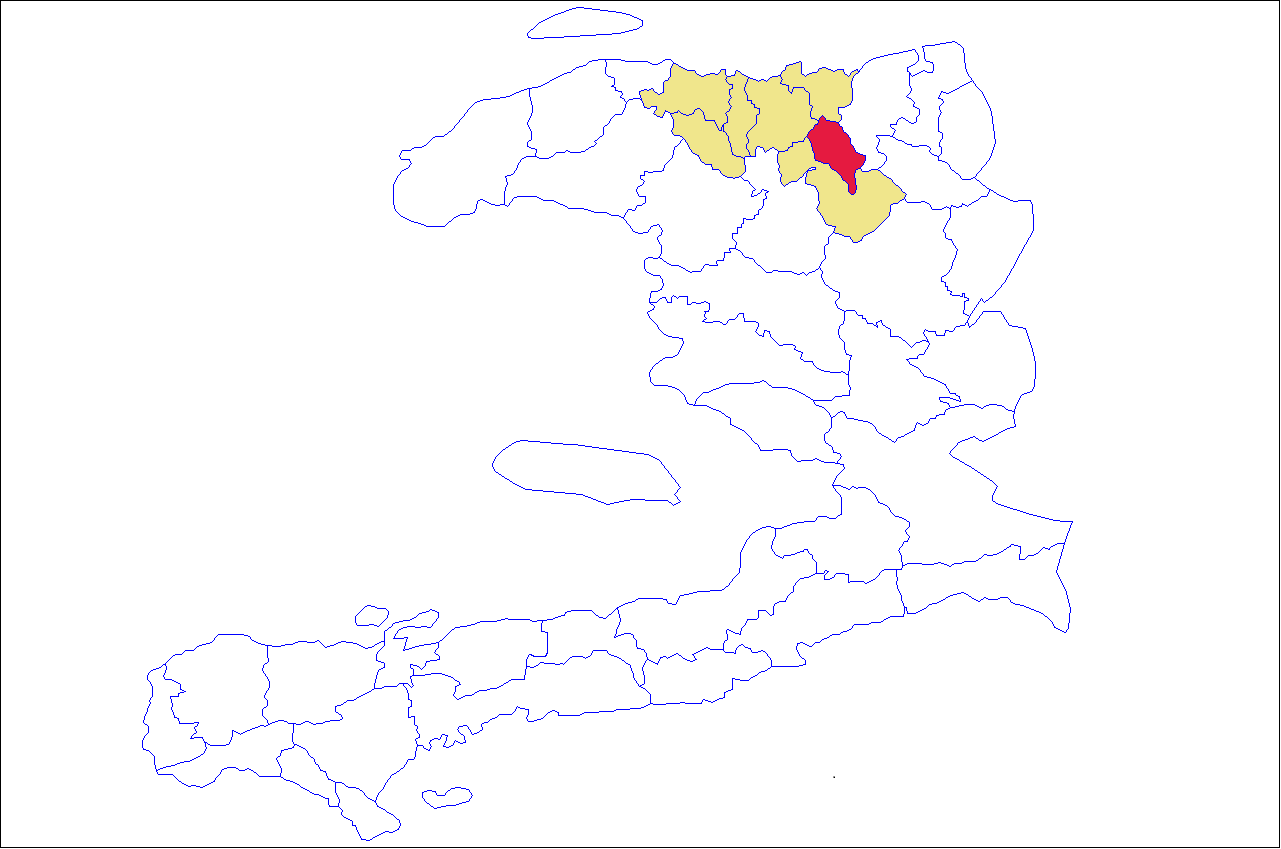
Lage des Arrondissements Grande-Rivière-du-Nord in Haiti und im Département Nord (Haiti)

Das Arrondissement Grande-Rivière-du-Nord ist eine der sieben Verwaltungseinheiten des Départements Nord, Haiti. Hauptort ist die Stadt Grande-Rivière-du-Nord.

## Lage und Beschreibung
Das Arrondissement liegt im Osten des Départements Nord. Benachbart sind im Norden das Arrondissement Cap-Haitien, im Osten das Arrondissement Trou-du-Nord, im Südwesten das Arrondissement Saint-Raphaël sowie im Nordwesten das Arrondissement Acul-du-Nord.
In dem Arrondissement gibt es zwei Gemeindebezirke:
- Grande-Rivière-du-Nord (rund 41.000 Einwohner) und
- Bahon (rund 23.000 Einwohner).

Das Arrondissement hat rund 64.000 Einwohner (Stand: 2015).
Die Route Nationale 3 (RN-3; Cap-Haitien – Hinche) verläuft durch das Arrondissement.
Einer der längsten Flussläufe des Landes, der Riviere du Nord, entspringt bei María Bonita im Département Nord-Est und mündet nach rund 70 Kilometern östlich der Stadt Cap-Haitien in den Atlantischen Ozean. Er fließt durch das Arrondissement Grande-Rivière-du-Nord.